# ジム・ミューレン
ジム・ミューレン（Jim Mullen、1969年10月28日 - ）は、アメリカ合衆国の男性総合格闘家。カリフォルニア州シミバレー出身。
総合格闘技ドラッカの元世界王者。K-1にはJAPANシリーズに2度参戦し、ドラッカでの試合着であるビキニパンツで試合に臨んだため、「海パンファイター」と呼ばれた。また、敬虔なキリスト教徒でもあった。

## 来歴
キックボクシングを学び、1996年に総合格闘技デビュー。
1997年2月7日、UFC 12のヘビー級トーナメント1回戦でスコット・フェローゾと対戦し、TKO負け。
1999年3月22日、ドラッカの現役世界ヘビー級王者としてK-1初参戦となったK-1 THE CHALLENGE '99でピーター・アーツと対戦し、右ハイキックでKO負け。
1999年6月6日、K-1 SURVIVAL '99で佐竹雅昭と対戦予定であったが、佐竹の左足薬指骨折によりレイ・セフォーとの対戦に変更となり、右フックでKO負け。

## 戦績

### 総合格闘技
| 総合格闘技 戦績 | 総合格闘技 戦績 | 総合格闘技 戦績 | 総合格闘技 戦績 | 総合格闘技 戦績 | 総合格闘技 戦績 | 総合格闘技 戦績 |
| --------------- | --------------- | --------------- | --------------- | --------------- | --------------- | --------------- |
| 2 試合          | (T)KO           | 一本            | 判定            | その他          | 引き分け        | 無効試合        |
| 0 勝            | 0               | 0               | 0               | 0               | 0               | 0               |
| 2 敗            | 1               | 1               | 0               | 0               | 0               | 0               |

| 勝敗 | 対戦相手             | 試合結果                          | 大会名                                               | 開催年月日   |
| ×    | スコット・フェローゾ | 1R 8:02 TKO（グラウンドの膝蹴り） | UFC 12: Judgement Day 【ヘビー級トーナメント 1回戦】 | 1997年2月7日 |
| ×    | アンソニー・マシアス | 1R 1:54 フロントチョーク          | Oklahoma Free Fight Federation 1                     | 1996年2月9日 |

### キックボクシング
| 勝敗 | 対戦相手         | 試合結果                   | 大会名                | 開催年月日    |
| ×    | レイ・セフォー   | 2R 0:45 KO（右フック）     | K-1 SURVIVAL '99      | 1999年6月6日  |
| ×    | ピーター・アーツ | 3R 1:26 KO（右ハイキック） | K-1 THE CHALLENGE '99 | 1999年3月22日 |

## 獲得タイトル
- ドラッカ世界ヘビー級王座
- USMTAインターナショナルヘビー級王座
- WKA北米キックボクシング王座